# Voigtsdahlum
Voigtsdahlum är ett kommunfritt område i Landkreis Wolfenbüttel i förbundslandet Niedersachsen i Tyskland.